# 赤池信息量准则
赤池信息量准则（英語：Akaike information criterion，简称AIC）是評估統计模型的复杂度和衡量统计模型「擬合」資料之优良性（英語：Goodness of Fit，白話：合身的程度）的一种标准，是由日本统计学家赤池弘次创立和发展的。赤池信息量准则建立在信息熵的概念基础上。

## AIC
在一般的情况下，AIC可以表示为：
{\displaystyle AIC=2k-2\ln(L)\,}
其中：K是参数的数量，L是似然函数。
假设条件是模型的误差服从独立正态分布。
让n为观察数，RSS为残差平方和，那么AIC变为：
{\displaystyle AIC=2k+n\ln(RSS/n)\,}
增加自由参数的数目提高了拟合的优良性，AIC鼓励数据拟合的优良性但是尽量避免出现过度拟合（Overfitting）的情况。
所以优先考虑的模型应是AIC值最小的那一个。赤池信息量准则的方法是寻找可以最好地解释数据但包含最少自由参数的模型。

## AICc和AICu
在样本少的情况下，AIC转变为AICc（改正的赤池信息量准则）：
{\displaystyle AICc=AIC+{\frac {2k(k+1)}{n-k-1}}\,}
当n增加时，AICc收敛成AIC。所以AICc可以应用在任何样本大小的情况下（Burnham and Anderson, 2004）。
McQuarrie 和 Tsai（1998: 22）把AICc定义为：
{\displaystyle AICc=\ln {\frac {RSS}{n}}+{\frac {n+k}{n-k-2}}\ ,}
他们提出的另一个紧密相关指标为AICu：
{\displaystyle AICu=\ln {\frac {RSS}{n-k}}+{\frac {n+k}{n-k-2}}\ .}

## QAIC
QAIC（Quasi-AIC）可以定义为：
{\displaystyle QAIC=2k-{\frac {1}{c}}2\ln {L}\,}
其中：c是方差膨胀因素。因此QAIC可以调整过度离散（或者缺乏拟合）。
在小样本情况下, QAIC表示为：
{\displaystyle QAICc=QAIC+{\frac {2k(k+1)}{n-k-1}}\,}.